# Colmier-le-Haut
Colmier-le-Haut település Franciaországban, Haute-Marne megyében. Lakosainak száma 62 fő (2022. január 1.). Colmier-le-Haut Germaines, Villars-Santenoge, Buxerolles, Chambain, Arbot, Auberive és Colmier-le-Bas községekkel határos.

## Népesség
A település népességének változása:
| Lakosok száma | 114  | 75   | 67   | 69   | 56   | 52   | 59   | 63   | 64   | 62   |
|               | 1968 | 1982 | 1990 | 2006 | 2013 | 2015 | 2017 | 2019 | 2020 | 2022 |